# 雪乃まひる
雪乃 まひる（ゆきの まひる、1982年3月3日 - ）は、日本の元AV女優。身長159cm 、スリーサイズ：B101（Iカップ）・W60・H90。

## 略歴
千葉県出身。2004年9月に『たわわな魅惑』でクリスタル映像専属女優としてAVデビューしたが、その後、2005年8月に『セル初×ギリモザ ギリギリモザイク』でエスワンからもセルデビュー。

## 作品

### アダルトビデオ
- たわわな魅惑（2004年9月24日、クリスタル映像）
- ボインの☆楽園（2004年10月29日、クリスタル映像）
- 女乳（2004年11月26日、クリスタル映像）
- まひるのエッチな家庭教師（2004年12月17日、クリスタル映像）
- A級乳犯（2005年1月28日、クリスタル映像）
- 雪乃まひるの ねぇ、Hしょっ♥（2005年2月25日、クリスタル映像）
- GOGOハレンチ娘（2005年3月25日、クリスタル映像）
- CRYSTAL THE BEST 2004 2nd.（2005年4月22日、クリスタル映像）※総集編
- feel（2005年4月29日、クリスタル映像）
- コスプレ召使い（2005年5月27日、クリスタル映像）
- 巨乳X爆乳GRANDPRIX SPECIAL 8（2005年6月17日、クリスタル映像）
- 完全ファイル（2005年6月24日、クリスタル映像）
- CRYSTAL THE BEST 2004 3rd (2005年7月22日、MMC）
- FETISH DOLL（2005年7月29日、クリスタル映像）
- セル初×ギリモザ ギリギリモザイク（2005年8月7日、エスワン）
- 爆乳騎乗（2005年8月26日、クリスタル映像）
- ギリギリモザイク お好きなシチュエーションでパコパコ！（2005年9月7日、エスワン）
- ギリギリモザイク Wおっぱいスペシャル（2005年10月19日、エスワン）
- ギリギリモザイク あなたのオナニーのために（2005年11月7日、エスワン）
- CRYSTAL THE BEST 2005 1st.（2005年11月25日、クリスタル映像）※総集編
- ギリギリモザイク まひるのパイズリじっくり見てね♥（2005年12月7日、エスワン）
- 顔面シャワーエレクト24 2004-2005（2005年12月16日、クリスタル映像）※総集編
- ギリギリモザイク 揉みまくりおっぱいスペシャル（2006年1月7日、エスワン）
- コスプレ召使い THE BEST (2006年1月27日、MMC)
- ギリギリモザイク 病院でい～っぱいエッチしよ♥（2006年2月7日、エスワン）
- ギリギリモザイク ギリギリモザイク7本番（2006年3月7日、エスワン）
- S1ガールズコレクション 濃厚ザーメン♥たっぷり顔射4時間!（2006年3月7日、エスワン）※総集編
- 乳地獄（2006年4月1日、MOODYZ）
- S1ガールズコレクション 美巨乳ボインボイン4時間（2006年4月19日、エスワン）※総集編
- 女乳 THE BEST おっぱいパフェを召し上がれ♥（2006年4月28日、クリスタル映像）※総集編
- 無限中出し（2006年5月13日、MOODYZ）
- S1ガールズコレクション S級女優4時間 夢の大共演スペシャル（2006年5月19日、エスワン）※総集編
- 痴女キャバクラ（2006年6月13日、MOODYZ）
- 潮吹きFUCK G14 PART.5（2006年6月23日、クリスタル映像）※総集編
- 強精中出しエロ玩具4 雪乃まひる 加藤まみ（2006年7月13日、MOODYZ）
- CRYSTAL THE BEST 2005 3rd.（2006年7月21日、クリスタル映像）※総集編
- 巨乳×爆乳 家庭教師スペシャル（2006年7月28日、クリスタル映像）※総集編
- 雪乃まひるの超高級ソープ嬢（2006年8月17日、SODクリエイト）
- A級オナニー CLIMAX 24（2006年9月29日、クリスタル映像）※総集編
- 乱交4時間（2006年10月13日、MOODYZ）※総集編
- 浴尿4時間（2006年12月1日、MOODYZ）※総集編
- A級乳犯 THE BEST 2（2006年12月15日、クリスタル映像）※総集編
- 巨乳×爆乳8時間100連発!! 2（2006年12月15日、クリスタル映像）※総集編
- 夢の超高級ハーレムソープ 4時間DX（2007年5月17日、SODクリエイト）※総集編
- 無限中出し4時間（2007年6月1日、MOODYZ）※総集編
- 強精中出しエロ玩具BEST4時間（2007年10月1日、MOODYZ）※総集編
- THE BEST of MOODYZ ナース4時間 2（2008年02月13日、MOODYZ）※総集編
- THE BEST of MOODYZ 女同士で激しく求めあうグチョ濡れレズ4時間（2008年03月01日、MOODYZ）※総集編
- S1 GIRLS COLLECTION Hカップ以上限定！ボイン4時間 2（2008年05月07日、MOODYZ）※総集編